# Hailee Steinfeld
Hailee Steinfeld (Los Angeles, 11 de dezembro de 1996) é uma atriz, cantora, produtora e compositora norte-americana com ascendência filipina. Tornou-se mais conhecida em 2010, após interpretar o papel de Mattie Ross na adaptação dos irmãos Coen do filme Bravura Indômita, pelo qual recebeu uma indicação ao Oscar de Melhor Atriz Coadjuvante.
Ela também é conhecida por sua interpretação de Petra Arkanian em Ender's Game - O Jogo do Exterminador, de Julieta Capuleto na adaptação da tragédia de William Shakespeare Romeu e Julieta, de filha da personagem de Kevin Costner em 3 Dias para Matar. Estrelou ao lado de Mark Ruffalo e Keira Knightley em Mesmo Se Nada Der Certo, como a filha do personagem de Ruffalo, Violet. Hailee também fez o papel da adolescente Sabitha em Amores Inversos e de Emily Sucata em Pitch Perfect 2 e Pitch Perfect 3. Além disso protagonizou o filme Escola de Espiões e interpretou Nadine Franklin em The Edge of Seventeen, papel que lhe valeu uma nomeação para os Prêmios Globo de Ouro. Em 2018, protagonizou o filme Bumblebee como Charlie. Desde 2019, ela estrela a série da Apple TV+ Dickinson, interpretando Emily Dickinson. Em dezembro de 2020, foi confirmada como Kate Bishop na série da Marvel Studios, Gavião Arqueiro, lançada em novembro de 2021 no Disney+.

## Biografia
Hailee nasceu em Tarzana, em Los Angeles, filha de Cheri, uma designer de interiores, e Peter Steinfeld, um personal trainer. Tem um irmão mais velho, Griffin. É sobrinha do conhecido preparador físico Jake Steinfeld, sobrinha-neta do ex-ator mirim Larry Domasin, e prima da atriz vencedora do Daytime Emmy, True O'Brien. Seu pai é judeu e sua mãe é descendente de ingleses, alemães, filipinos e afro-americanos.
Foi criada em Agoura Hills, Califórnia, e depois em Thousand Oaks, onde estudou na Ascension Lutheran School, Conejo Elementary e na Colina Middle School. Em 2008, passou a estudar em casa.

## Carreira

### 2007–2011: Início e revelação
Aos oito anos de idade, Hailee viu a prima True em comerciais na TV e disse para os pais que queria fazer a mesma coisa. Os pais lhe disseram que poderia fazer aulas de atuação por um ano e, se continuasse com vontade de atuar e se esforçasse nas aulas, poderia seguir carreira.

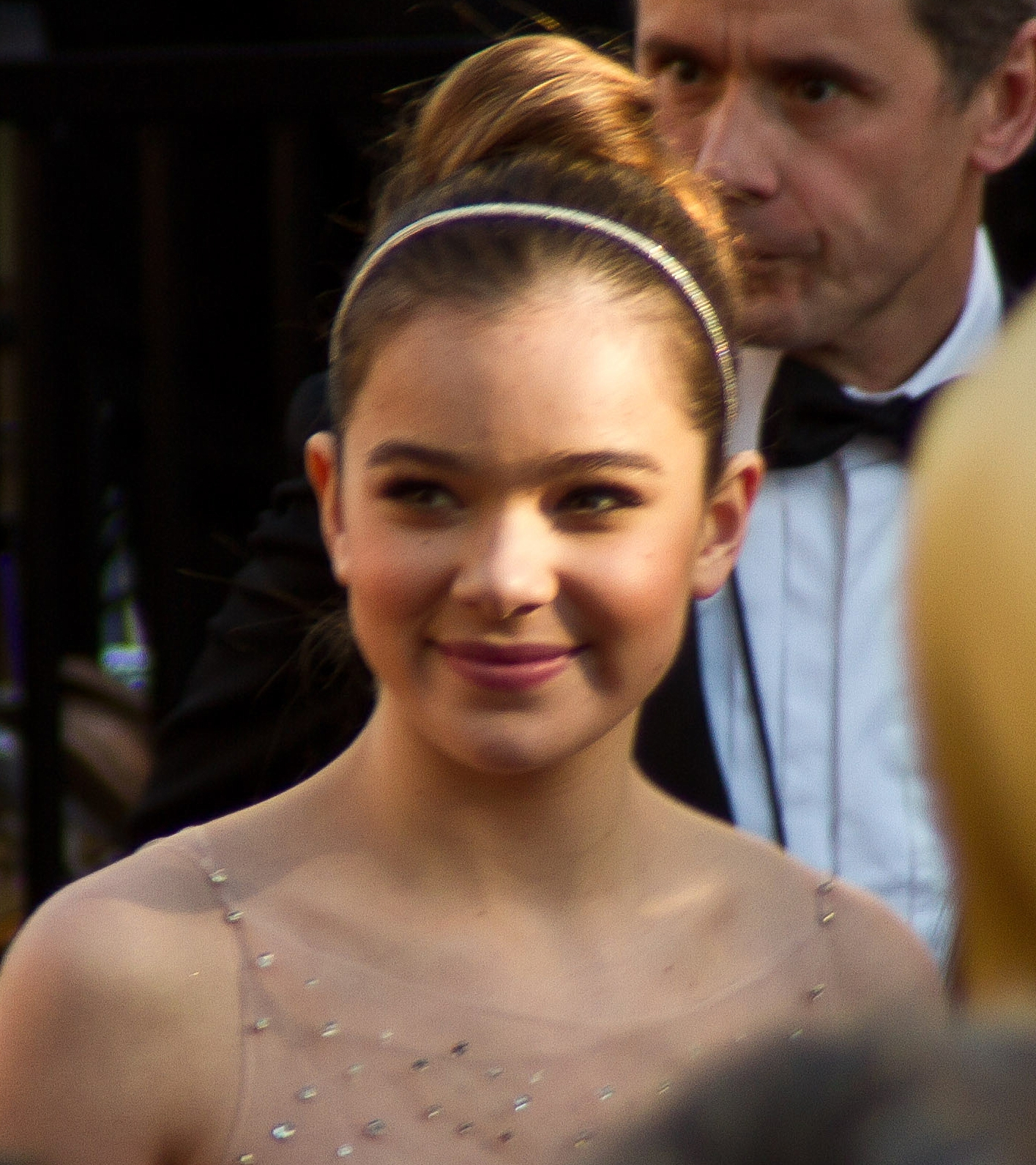
Steinfeld na 83.ª Cerimônia do Oscar (2011)

Aos 10 anos, passou a atuar profissionalmente, aparecendo em filmes adolescentes para televisão com papéis secundários, no premiado curta She's a Fox e em comerciais. Aos 13 anos, foi escalada como Mattie Ross no filme True Grit, derrotando outras 15 mil jovens atrizes fizeram testes para o papel. O filme estreou nos EUA em dezembro de 2010 e abriu o Festival de Berlim em fevereiro de 2011. A performance de Hailee foi aclamada pela critica especializada e a atriz foi indicada ao Oscar de Melhor Atriz Coadjuvante, SAG Awards de Mehor Atriz Coadjuvante, BAFTA de Melhor Atriz e venceu o Critics Choice Awards de Melhor Jovem Ator ou Atriz

### 2011–2015:Romeu e Julieta,Mesmo se Nada der Certo,Ten Thousand SaintsePitch Perfect 2

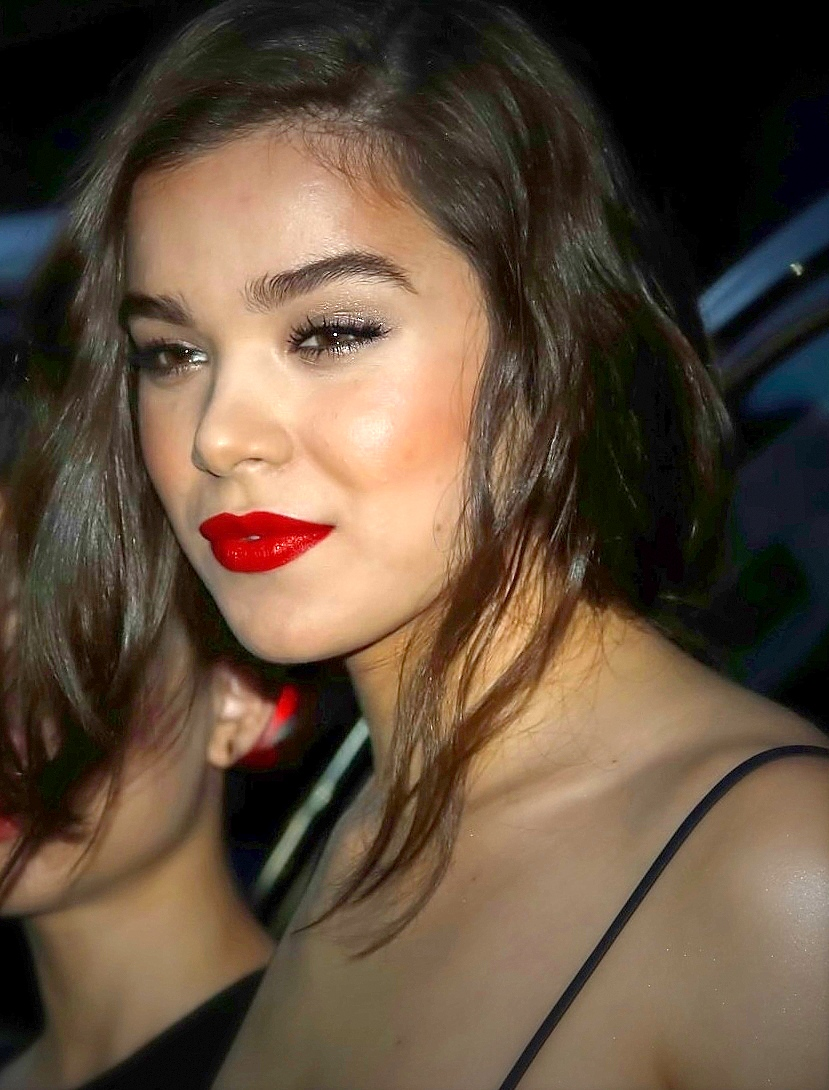
Steinfeld em 2015

Aos 14 anos, Hailee foi escalada como Julieta Capuleto na nova adaptação de Romeu e Julieta.  A intenção inicial da produção era contratar uma atriz por volta dos 22 anos para o papel, mas com a escolha de Hailee, modificações de roteiro foram feitas e todas as cenas de nudez foram excluídas. O produtor e roteirista Julian Fellowes declarou: "Nós nos sentimos que seria bom ter romance, o amor conjugal, e que a pureza era uma parte importante do filme. Eles não fazem amor até que tenham sido casados." O filme foi mal recebido nos Estados Unidos e internacionalmente.
Em 2013, estrelou como Petra Arkanian em Ender's Game, um filme de ação, aventura e ficção científica dirigido por Gavin Hood, baseado no livro de Orson Scott Card.
Em 2014, interpretou Violet em Mesmo se Nada der Certo, um filme de John Carney. O filme recebeu um lançamento limitado nos Estados Unidos em 27 de junho de 2014, arrecadando US$134.064 em seu fim de semana de estreia. Ele foi relançado pela The Weinstein Company em 29 de agosto. No mesmo ano, juntou-se ao elenco de Pitch Perfect 2, ao lado de Anna Kendrick, Rebel Wilson, e Elizabeth Banks, que também dirige. Na mesma época, fez a voz de Anne Frank na exposição sobre a adolescente judia no Museu da Tolerância, em Los Angeles
Em janeiro de 2015, foi lançado no Festival de Cinema de Sundance, Ten Thousant Saints, filme independente em que Hailee interpreta uma adolescente grávida, sendo este seu segundo trabalho com Asa Butterfield. Em março, junto de Kiernan Shipka, foi uma das dubladoras da versão em inglês do filme de animação japonesa When Marnie Was There. Em maio, protagonizou a comédia Barely Lethal. Na mesma época foi lançado o clipe de Bad Blood, música de Taylor Swift e Kendrick Lamar, em que Steinfeld interpreta Trinity. O vídeo venceu o VMA e Grammy de Melhor Videoclipe.

### 2015–2019: Carreira Musical,The Edge of Seventeen,Pitch Perfect 3eBumblebee
Em 2015, Hailee conseguiu apresentar algumas músicas para representantes de Republic Records em um evento em Nova York, a gravadora acabou assinando com ela e o contrato foi divulgado pela mídia em maio do mesmo ano.
Em 28 de julho de 2015, participou da versão acústica do hit "Stitches", de Shawn Mendes. Em 6 agosto, lançou sua primeira música solo, "Love Myself", e avisou que seu primeiro álbum de estúdio seria lançado no começo de 2016. A canção chamou atenção pela mensagem empoderadora e pela letra ambígua, atingindo a 21ª posição na Billboard Hot 100.
Em 13 de novembro de 2015, Hailee lançou seu primeiro EP Haiz, que além de "Love Myself", incluiu "Hell Nos and Headphones" e "You're Such A". Haiz foi produzido por Mattman & Robin e tem canções co-escritas por Julia Michaels e Justin Tranter, e recebeu críticas mistas.
Seu segundo single, "Rock Bottom", foi lançado em fevereiro de 2016 e teve participação da banda de Joe Jonas, DNCE. O single seguinte foi "Starving", que conta com a participação do duo Grey e do DJ e produtor Zedd. "Starving" chegou ao disco de platina na Itália, na Nova Zelândia, na Suécia, no Reino Unido e nos EUA, dupla platina na Austrália e tripla platina no Canadá, além de atingir #12 na Billboard Hot 100, tornando-se o maior êxito musical de Hailee até à data. No mesmo ano, foi convidada para fazer os shows de abertura da turnê americana de Meghan Trainor.
Em novembro de 2016, estreou The Edge Of Seventen, uma comédia coming-of-age em que Steinfeld interpreta a protagonista Nadine, e atua ao lado de Blake Jenner, Woody Harrelson e Kyra Sedgwick. O filme foi bastante elogiado e Hailee foi mais uma vez aclamada pela critica, sendo indicada ao Globo de Ouro de Melhor Atriz em Comédia e Critics Choice Awards de Melhor Ator ou Atriz Jovem.
O novo single de Hailee, "Most Girls", foi lançado em abril de 2017 e alcançou #58 na Billboard Hot 100. Em setembro de 2017, lançou "Let Me Go", uma colaboração com o produtor musical sueco Alesso com backing vocals da Florida Georgia Line e do compositor da Republic Records, Andrew Watt, que alcançou a posição 14 no Mainstream Top 40 chart. Na mesma época, voltou ao papel de Emily Junk em Pitch Perfect 3.

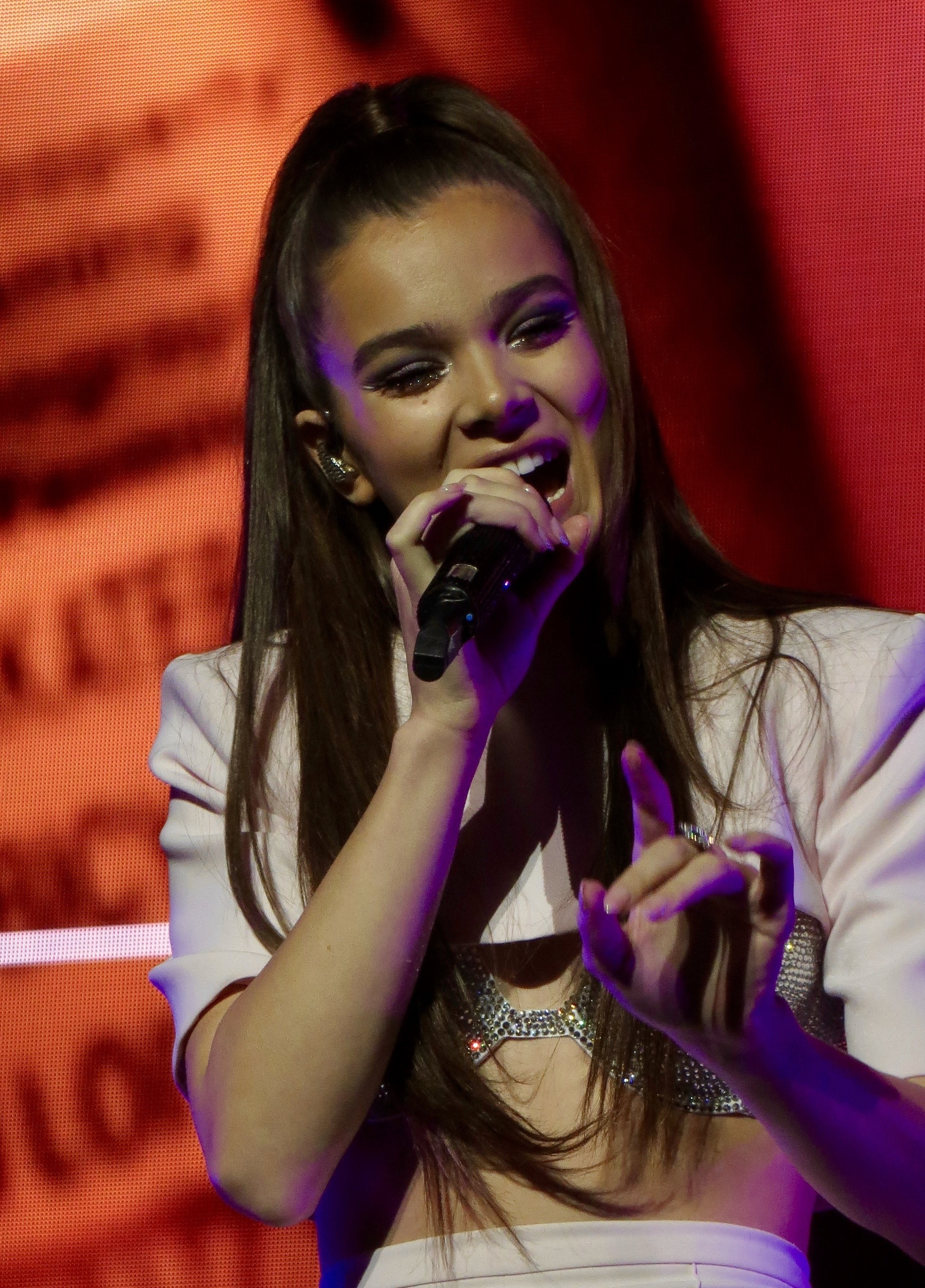
Steinfeld atuando como ato de abertura da turnê Witness: The Tour de Katy Perry (2018)

Em 2018, participou da trilha sonora de "50 Tons de Liberdade" com a música "Capital Letters". Em março de 2018, Steinfeld revelou que está "encerrando" o trabalho em seu primeiro álbum de estúdio. Ela se apresentou no Indonesian Choice Awards em Jacarta, Indonésia no mês seguinte. Durante o mês de abril, abriu os shows de Portugal, Barcelona e Inglaterra da Witness World Tour de Katy Perry. Em 1 de junho, foi lançada a música "Color", feat com MNEK. Em setembro de 2018, participou da música "Ordinary Day", no álbum YSIV, de Logic e abriu os shows da turnê de Charlie Puth. Em novembro de 2018, foi apresentadora e performer do MTV Europe Music Awards em Bilbau, Espanha.
No final de 2018, Steinfeld estrelou o filme spin-off de Transformers, Bumblebee, e deu a voz de Gwen Stacy / Mulher-Aranha no filme de animação vencedor do Oscar, Homem-Aranha: No Aranhaverso. Em 2 de novembro, sua música "Back to Life" foi lançada como single da trilha sonora de Bumblebee. Em janeiro de 2019, ela participou do remix de "Woke Up Late" do Drax Project.

### 2019–presente:Dickinson, Half Written Story e Disney+
Em agosto de 2019, Hailee participou do videoclipe do single "Graduation" de Benny Blanco e Juice Wrld, junto de vários atores e cantores, incluindo Justice Smith, Dove Cameron, Tony Revolori, Peyton List e Lil Dicky. Ela apareceu em uma participação especial como um dos Anjos recrutados no filme Charlie's Angels de 2019 e foi escalada para estrelar o papel de Emily Dickinson na série de comédia de época da Apple TV + Dickinson, que estreou em 1 de novembro de 2019. A série foi bem avaliada por critica e público, e ganhou novas temporadas.
Steinfeld lançou dois singles em 2020, "Wrong Direction" e "I Love You's". As faixas atuam como o primeiro e o segundo singles, respectivamente, de seu EP Half Written Story, que foi lançado em 8 de maio de 2020. O EP serve como a primeira parte de um projeto de duas partes.
Em dezembro de 2020, após grande especulação, Steinfeld foi anunciada como Kate Bishop / Hawkeye na série Disney + & Marvel Cinematic Universe, Hawkeye. O Hawkeye estreou em 24 de novembro de 2021 e teve  seis episódios. Hailee recebeu boas criticas e está projetada pra reprisar o papel em futuros filmes, já que assinou um contrato para vários projetos. Ela também dublou Violet "Vi" no show adulto animado Arcane, que foi lançado em 20 de novembro de 2021. A série se passa no universo de League of Legends e tem outras temporadas
Em julho de 2022, lançou "Coast", sua primeira música em 2 anos. Uma "faixa eufórica, com guitarra e percussão", com a participação do rapper americano Anderson .Paak. Em março de 2023, lançou "SunKissing", que a Rolling Stone descreveu como "uma música pop envolvente, com guitarra elétrica".
Em 2023, Steinfeld reprisou seu papel como Gwen Stacy / Spider-Woman em Spider-Man: Across the Spider-Verse. O mesmo ano, ela saiu da gravadora Republic Records. Mais tarde, Hailee explicou que decidiu fazer uma pausa na musica porque estava se "perdendo tentando buscar aquele momento viral, em vez de realmente criar, conectar e crescer".
Em 2024, foi confirmada no elenco de Sinners, filme de terror de Ryan Coogler estrelado por Michael B. Jordan. Além de atuar, Steinfeld fez parte da trilha sonora no filme, entrando como interprete e uma das compsitoras da faixa Dangerous

## Outros Projetos
Em agosto de 2024, Hailee lançou a Beau Society, plataforma de comunicação em forma de newsletters semanais. Segundo a atriz, Beau Society nasceu da vontade de compartilhar alguns momentos da vida com os fãs, e a greve dos atores e sua decisão de pausar o trabalho na musica contribuíram para que ela conseguisse ter tempo de contextualizar criativamente o projeto.
Em fevereiro de 20205, lançou Angel Margarita, sua marca de bebida alcóolica enlatada

### Publicidade
Em maio de 2011, Steinfeld foi escolhida para ser o rosto de uma campanha da grife italiana Miu Miu.. 
Em 2016, estrelou uma campanha da American Eagle com Troye Sivan
Em 2017, tornou-se o resto da Reef Footwear e da MISSION Activewear. No ano seguinte, lançou sua própria linha de óculos chamada Privé Revaux. 
Em 2022, sua música "Coast" foi lançada junto a sua campanha como embaixadora da marca de água CORE Hydration, promovendo a campanha "Find Your Core".
Em agosto de 2024, foi anunciada como embaixadora da Neutrogena, onde representa a linha Collagen Bank
Em fevereiro de 2025, Hailee participou do comercial da Novartis no Superbowl sobre a importância da saúde mamária feminina, ao lado da comediante Wanda Sykes
Além dos contratos de embaixadora, Hailee já fez trabalhos mais pontuais com Armani Beauty, Amazon, Estee Lauder, Nike, Coach entre outras marcas

## Vida pessoal
Em 2016, Hailee começou a namorar o influenciador Cameron Smoller. Eles fizeram sua estreia pública como um casal em uma festa do Globo de Ouro no início de 2017, mas se separaram em novembro do mesmo ano.
Em dezembro de 2017, começou a namorar o cantor Niall Horan. Os dois se separaram após um ano, em dezembro de 2018.
Em maio de 2023, foi confirmado pela imprensa que Hailee estava namorando o quarterback do Buffalo Bills, Josh Allen. Eles se mantiveram discretos sobre o relacionamento até julho de 2024, quando Josh postou fotos do casal em Paris durante a Semana de Moda. Em 22 de novembro do mesmo ano, Hailee e Josh ficaram noivos, se casando formalmente em 31 de maio de 2025, em uma cerimônia em Ventura, Califórnia.

## Filantropia
Steinfeld ajuda uma variedade de instituições de caridade, incluindo várias organizações com foco em melhorar a vida das crianças. A lista de instituições de caridade ajudadas por ela inclui: "Qual é a sua missão?", uma iniciativa de caridade com roupas para a missão e uma marca de acessórios, "No Kid Hungry", uma instituição de caridade que trabalha para erradicar a fome infantil nos Estados Unidos, Movimento WE , The Ryan Seacrest Foundation, Make-A-Wish Foundation, e outros. No set de True Grit, Hailee criou um "jarro de palavrões", que cada vez que alguém pronunciava um f*ck, ela recebia US$5 do perpetrador, outros palavrões valiam um dólar. Como compensação, ela teve que pagar até 50 centavos se dissesse "tipo". Ela afirmou que "juntou e doou tudo para uma fundação de Alzheimer".
A atriz fez várias aparições públicas durante eventos de caridade, como a festa do rosa da Breast Cancer Foundation em 2014, a turnê iHeartRadio Jingle Ball 2015, e o WE Day 2019 na Califórnia. Em 2016, participou da canção "Santa Claus Is Coming to Town" com outros cantores e celebridades. O single levantou dinheiro para ajudar os desabrigados da cidade de Nova York durante a temporada de férias por meio de "Robin Hood", uma organização da cidade de Nova York que se concentra no combate à pobreza.
Junto do elenco da série de filmes Pitch Perfect, gravou um cover a cappella da faixa de Beyoncé, "Love On Top", que foi lançada em agosto de 2020. O dinheiro arrecadado com a música foi para a Unicef para ajudar crianças no Líbano e em todo o mundo.

## Discografia
EPs
- Haiz (2015)
- Half Written Story  (2020)

## Turnes

### Show de Abertura
2016
- Meghan Trainor – The Untouchable Tour

2018
- Niall Horan – Flicker World Tour (special guest)
- Katy Perry – Witness: The Tour
- Charlie Puth – Voicenotes Tour

## Filmografia

### Cinema
| Ano  | Título                              | Papel                      | Notas          |
| ---- | ----------------------------------- | -------------------------- | -------------- |
| 2008 | Heather: A Fairytale                | Heather                    | Curta-metragem |
| 2009 | She's a Fox                         | Talia Alden                | Curta-metragem |
| 2010 | True Grit                           | Mattie Ross                |                |
| 2010 | Without Wings                       | Allison                    | Curta-metragem |
| 2010 | Grand Cru                           | Sophie                     | Curta-metragem |
| 2013 | The Magic Bracelet                  | Angela                     | Curta-metragem |
| 2013 | Hateship, Loveship                  | Sabitha                    |                |
| 2013 | Begin Again                         | Violet Mulligan            |                |
| 2013 | Romeo & Juliet                      | Julieta Capuleto           |                |
| 2013 | Ender's Game                        | Petra Arkanian             |                |
| 2014 | 3 Days to Kill                      | Zooey Renner               |                |
| 2014 | The Homesman                        | Tabitha Hutchinson         |                |
| 2014 | The Keeping Room                    | Louise                     |                |
| 2015 | Ten Thousand Saints                 | Eliza                      |                |
| 2015 | Pitch Perfect 2                     | Emily                      |                |
| 2015 | Barely Lethal                       | Megan Walsh                |                |
| 2016 | Term Life                           | Carrie Barrow              |                |
| 2016 | The Edge of Seventeen               | Nadine                     |                |
| 2017 | Pitch Perfect 3                     | Emily                      |                |
| 2018 | Bumblebee                           | Charlie                    |                |
| 2018 | Spider-Man: Into the Spider-Verse   | Gwen Stacy / Mulher-Aranha |                |
| 2019 | Between Two Ferns: The Movie        | Ela mesma                  |                |
| 2019 | Charlie's Angels                    | Recruta Pantera            |                |
| 2023 | Spider-Man: Across The Spider-Verse | Gwen Stacy / Mulher-Aranha |                |
| 2023 | The Marvels                         | Kate Bishop                |                |
| 2025 | Sinners                             | Mary                       |                |
| 2027 | Spider-Man: Beyond the Spider-Verse | Gwen Stacy / Mulher-Aranha |                |

### Televisão
| Ano       | Título         | Papel           | Notas                        |
| --------- | -------------- | --------------- | ---------------------------- |
| 2007      | Back to You    | Garotinha       | Episódio: "Gracie's Bully"   |
| 2010      | Sons of Tucson | Bethany Springs | Episódio: "Chicken Pox"      |
| 2010      | Summer Camp    | Shayna Matson   | Telefilme                    |
| 2019–2021 | Dickinson      | Emily Dickinson | 30 episódios                 |
| 2021-2024 | Arcane         | Vi              | 16 episódios                 |
| 2021      | Hawkeye        | Kate Bishop     | 6 episódios                  |
| 2024      | What If...?    | Kate Bishop     | Episódio: "What If... 1872?" |
| 2025      | Marvel Zombies | Kate Bishop     |                              |

## Prêmios e indicações
| Ano  | Nomeação                                      | Categoria                                                                    | Trabalho              | Resultado |
| ---- | --------------------------------------------- | ---------------------------------------------------------------------------- | --------------------- | --------- |
| 2010 | Austin Film Critics Association               | Melhor Atriz Coadjuvante                                                     | True Grit             | Venceu    |
| 2010 | Broadcast Film Critics Association            | Melhor Performance Jovem                                                     | True Grit             | Venceu    |
| 2010 | Central Ohio Film Critics Association         | Melhor Atriz Coadjuvante                                                     | True Grit             | Venceu    |
| 2010 | Chicago Film Critics Association              | Melhor Atriz Coadjuvante                                                     | True Grit             | Venceu    |
| 2010 | Houston Film Critics Society                  | Melhor Atriz Coadjuvante                                                     | True Grit             | Venceu    |
| 2010 | Indiana Film Journalists Association          | Melhor Atriz Coadjuvante                                                     | True Grit             | Venceu    |
| 2010 | Kansas City Film Critics Circle               | Melhor Atriz Coadjuvante                                                     | True Grit             | Venceu    |
| 2010 | Las Vegas Film Critics Society                | Jovem em Filme                                                               | True Grit             | Venceu    |
| 2010 | Online Film Critics Society                   | Melhor Atriz Coadjuvante                                                     | True Grit             | Venceu    |
| 2010 | Phoenix Film Critics Society                  | Melhor Performance de uma Jovem em um papel de liderança ou apoio - Feminino | True Grit             | Venceu    |
| 2010 | Southeastern Film Critics Association         | Melhor Atriz Coadjuvante                                                     | True Grit             | Venceu    |
| 2010 | Toronto Film Critics Association              | Melhor Atriz Coadjuvante                                                     | True Grit             | Venceu    |
| 2010 | Vancouver Film Critics Circle                 | Melhor Atriz Coadjuvante                                                     | True Grit             | Venceu    |
| 2010 | Young Artist Awards                           | Melhor Performance em um Longa-Metragem - Jovem Atriz Principal              | True Grit             | Venceu    |
| 2010 | Academy Awards                                | Melhor Atriz Coadjuvante                                                     | True Grit             | Indicado  |
| 2010 | BAFTA Awards                                  | Melhor Atriz em um Papel Principal                                           | True Grit             | Indicado  |
| 2010 | Broadcast Film Critics Association            | Melhor Atriz Coadjuvante                                                     | True Grit             | Indicado  |
| 2010 | Chicago Film Critics Association              | Melhor Performance Promissora                                                | True Grit             | Indicado  |
| 2010 | Dallas-Fort Worth Film Critics Association    | Melhor Atriz Coadjuvante                                                     | True Grit             | Indicado  |
| 2010 | Empire Awards                                 | Melhor Recém-Chegado Feminino                                                | True Grit             | Indicado  |
| 2010 | MTV Movie Awards                              | Melhor Revelação                                                             | True Grit             | Indicado  |
| 2010 | Screen Actors Guild                           | Performance de uma Atriz Coadjuvante                                         | True Grit             | Indicado  |
| 2010 | Teen Choice Awards                            | Revelação Feminina                                                           | True Grit             | Indicado  |
| 2010 | Washington D.C. Area Film Critics Association | Melhor Atriz Coadjuvante                                                     | True Grit             | Indicado  |
| 2013 | MaxMara                                       | Rosto do Futuro                                                              | —                     | Venceu    |
| 2014 | Women Film Critics Circle                     |                                                                              | The Homesman          | Venceu    |
| 2015 | Teen Choice Awards                            | Melhor Cena de Roubo                                                         |                       | Indicado  |
| 2016 | iHeartRadio Music Awards                      | Biggest Triple Threat                                                        | —                     | Indicado  |
| 2016 | Women Film Critics Circle                     | Melhor Atriz Jovem                                                           | The Edge Of Seventeen | Venceu    |
| 2016 | Critics Choice Award                          | Melhor Atriz em Filme de Comédia                                             | The Edge Of Seventeen | Indicado  |
| 2016 | Critics Choice Award                          | Melhor Jovem Ator ou Atriz                                                   | The Edge Of Seventeen | Indicado  |
| 2016 | Washington DC Area Film Critics Association   | Melhor Jovem Ator ou Atriz                                                   | The Edge Of Seventeen | Venceu    |
| 2017 | Teen Choice Award                             | Melhor Atriz de Drama/ Ação/ Aventura                                        | The Edge Of Seventeen | Indicado  |
| 2017 | MTV Movie & TV Award                          | for Best Actor in a Movie                                                    | The Edge Of Seventeen | Indicado  |
| 2017 | Golden Globe                                  | Melhor Atriz em Comédia ou Musical                                           | The Edge Of Seventeen | Indicado  |
| 2017 | Radio Disney Music Awards                     | Melhor Musica                                                                | Starving              | Indicado  |
| 2017 | Radio Disney Music Awards                     | Artista Revelação do Ano                                                     | Hailee Steinfeld      | Indicado  |
| 2017 | MTV Europe Music Awards                       | Melhor Artista Push                                                          |                       | Venceu    |